# Комиссо, Анхель
Анхель Давид Комиссо Лейва (исп. Ángel David Comizzo Leiva; род. 27 апреля 1962, Реконкиста, Аргентина) — аргентинский футболист и футбольный тренер.

## Клубная карьера
Комиссо начал свою профессиональную карьеру футболиста в клубе «Тальерес» в чемпионате Аргентины. В 1988 году он перешёл в «Ривер Плейт», откуда он был отдан в аренду мексиканскому «УАНЛ Тигрес» в сезоне 1990/1991. В 1993 году Комиссо перебрался в колумбийскую «Америку» из Кали, но показав там неубедительную игру, вернулся в Аргентину в клуб «Банфилд».
В 1996 году Комиссо перешёл в мексиканский «Леон», а в 1999 году — в мексиканский «Монаркас Морелия», с которым он завоевал чемпионский титул. В 2001 году Комиссо возвращается в «Ривер Плейт», а в 2003 году переходит в «Атлетико Рафаэла», где и завершает свою карьеру профессионального футболиста в 2004 году.
В сентябре 2009 года Анхель Комиссо был приглашён главным тренером мексиканского «Керетаро» Карлосом Рейносо в качестве своего ассистента.

## Международная карьера
Анхель Комиссо был вызван в сборную Аргентины на чемпионат мира 1990 года в качестве резервного голкипера после того, как Нери Пумпидо получил серьёзную травму в самом начале второго матча группы против сборной СССР. Комиссо не выдалось случая появиться на поле в каком-либо из оставшихся 5 матчей Аргентины на турнире.

## Достижения

### В качестве игрока
Монаркас Морелия
- Чемпион Мексики (1): Зим. 2000

Сборная Аргентины
- Серебряный призёр чемпионата мира (1): 1990

### В качестве тренера
Университарио
- Чемпион Перу (1): 2013